# Garrotxes
Les Garrotxes de Conflent, o, simplement, les Garrotxes, és una subcomarca natural situada a l'extrem nord-oest de la comarca nord-catalana del Conflent.
S'estén per la vall de la Ribera de Cabrils, dita antigament Vall del Feu, així com per la vall d'Évol. Aquesta subcomarca té una població extremadament reduïda i una fesomia d'alta muntanya. La subcomarca és conformada per una petita part del vessant sud-oest del massís del Madres i una part de l'alta vall de la Ribera de Cabrils, i inclou el Puig de la Tossa, però no el Coll de la Perxa. Concretament, en formen part les comunes de Caudiers de Conflent, Censà, Ralleu, Aiguatèbia i Talau, Orellà i una part del terme d'Oleta. Cal esmentar que moltes d'aquestes comunes són dels ens municipals menys poblats de la Catalunya del Nord i dels Països Catalans. Quatre d'aquestes són les quatre comunes catalanes menys habitades: Caudiers de Conflent (6), Orellà (15), Ralleu (16) i Censà (17).
| Municipi           | Habitants |
| ------------------ | --------- |
| Aiguatèbia i Talau | 46        |
| Caudiers           | 6         |
| Censà              | 17        |
| Orellà             | 15        |
| Ralleu             | 16        |
|                    |           |